# Where Does My Heart Beat Now
«Where Does My Heart Beat Now» (en español: «¿Dónde late mi corazón ahora?») es una canción interpretada por la artista canadiense Céline Dion, publicado en su noveno álbum de estudio y álbum debut realizado en inglés Unison (1990). Se lanzó como el sencillo principal en Canadá el 3 de septiembre de 1990, en Estados Unidos el 22 de octubre del mismo año y en otras partes del mundo en 1991. El tema fue compuesto por Robert White Johnson y Taylor Rhodes en 1988 y fue grabado por Céline Dion un año después, mientras que fue producido por Christopher Neil. Dion interpretó la canción por primera vez en público en el Festival de la Canción de Eurovisión 1989 en Lausana, Suiza junto con su tema ganador del año anterior «Ne partez pas sans moi» Hubo tres versiones de video para el sencillo: una versión en blanco y negro para el mercado canadiense (1990), una versión en color para su promoción en EE. UU (octubre de 1990) dirigido por David Phillips y versión casera en blanco y negro mezlada con el video casero Unison (1991). «Where Does My Heart Beat Now» fue el mejor sencillo del álbum Unison y fue un éxito de los temas en inglés de la intérprete. En 2008, se incluyó en la versión norteamericana del álbum de grandes éxitos My Love: Essential Collection. La canción entró al puesto 4 en Billboard Hot 100 (puesto 6 en Billboard Hot 100 Airplay, 9 en los Hot 100 Singles Sales) y 2 en los Hot Adult Contemporary Tracks . «Where Does My Heart Beat Now» entró también en Top 10 en Norway y Canadá, números 4 y 6 respectivamente. De acuerdo con Nielsen SoundScan vendió 240 000 copias en Estados Unidos.

## Interpretaciones en directo
La cantante interpretó por primera vez la canción en Lausana (Suiza), el 6 de mayo de 1989, en la apertura del Festival de la Canción de Eurovisión 1989 junto con «Ne partez pas sans moi», el tema que la había hecho ganar el certamen el año anterior. Dion interpretó «Where Does My Heart Beat Now» en su tercera gira mundial para promocionar Unison, Unison Tour, en su tercera Celine Dion in Concert . Interpretó el sencillo en su siguiente gira The Colour of My Love; hubo dos grabaciones de la gira, The Colour of My Love Concert y À l'Olympia, respectivamente. En su próxima gira mundial titulada D'eux Tour, también cantó la canción. La canción no se incluyó en su álbum en directo Live à Paris, ni en su video del mismo nombre La cantante interpretó el tema en su séptima gira Falling into You Tour, pero no se incluyó en el video Live in Memphis. Céline interpreta la canción en su serie de conciertos Céline

## Formatos
Sencillo lanzado en CD mundialmete
1. «Where Does My Heart Beat Now» – 4:33
2. «I Feel Too Much» – 4:09

Maxi-sencillo lanzado en CD europeo
1. «Where Does My Heart Beat Now» – 4:33
2. «I'm Loving Every Moment With You» – 4:08
3. «I Feel Too Much» – 4:09

## Posición en las listas
| Lista (1990)                                   | Mejor posición |
| ---------------------------------------------- | -------------- |
| Canadian Record's Retail Singles Chart         | 6              |
| Canadian Record's Contemporary Hit Radio Chart | 23             |
| Canadian RPM Top Singles                       | 22             |
| Canadian RPM Adult Contemporary                | 1              |
| US Billboard Hot 100                           | 4              |
| US Billboard Hot Adult Contemporary Tracks     | 2              |
| Lista (1991)                                   | Posición       |
| Australian Singles Chart                       | 62             |
| Belgian Singles Chart                          | 21             |
| Dutch Singles Chart                            | 24             |
| French Singles Chart                           | 20             |
| Irish Singles Chart                            | 13             |
| New Zealand Singles Chart                      | 32             |
| Norwegian Singles Chart                        | 4              |
| UK Singles Chart                               | 72             |

| Lista (1991)           | Posición |
| ---------------------- | -------- |
| U.S. Billboard Hot 100 | 37       |